# Pseudagrion samoense
Pseudagrion samoense is een juffer uit de familie van de waterjuffers (Coenagrionidae).
De soort staat op de Rode Lijst van de IUCN als onzeker, beoordelingsjaar 2007.
De wetenschappelijke naam van de soort werd in 1925 gepubliceerd door Frederick Charles Fraser.